# 2461 Clavel
2461 Clavel è un asteroide della fascia principale del diametro medio di circa 24,13 km. Scoperto nel 1981, presenta un'orbita caratterizzata da un semiasse maggiore pari a 3,1892696 UA e da un'eccentricità di 0,1580656, inclinata di 2,50411° rispetto all'eclittica.
L'asteroide è dedicato alla centenaria Gustavine Clavel.